# Stanovice (Trutnovi járás)
Stanovice település Csehországban, Trutnovi járásban. Stanovice Vlčkovice v Podkrkonoší, Dvůr Králové nad Labem, Choustníkovo Hradiště, Hřibojedy, Kuks és Heřmanice településekkel határos. Lakosainak száma 60 fő (2024. január 1.).

## Népesség
A település lakosságának változását az alábbi diagram mutatja:
| Lakosok száma | 195  | 230  | 186  | 137  | 100  | 73   | 57   | 55   | 55   | 60   |
|               | 1869 | 1890 | 1921 | 1950 | 1980 | 2001 | 2017 | 2019 | 2022 | 2024 |